# Alcáçova

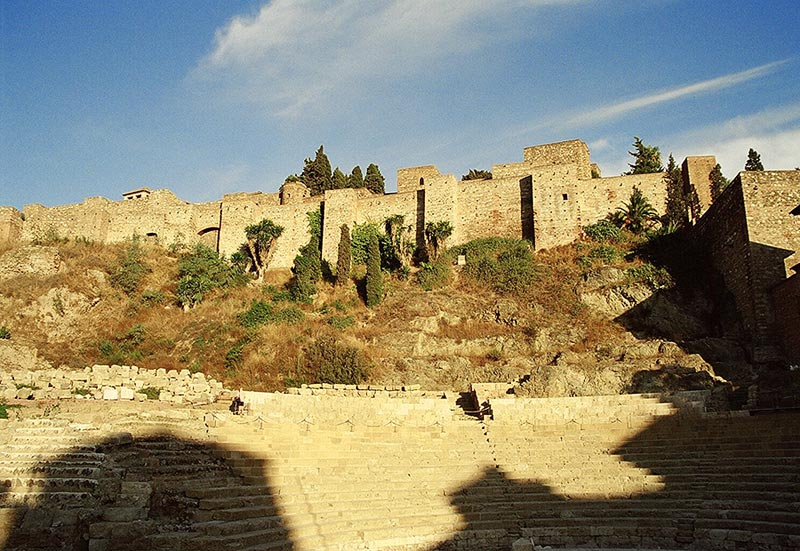
Alcáçova de Málaga, no sul da Espanha.

Uma alcáçava, ou alcáçova, (do árabe: قصبة; romaniz.: al-qasbah; cidadela) é um tipo de fortaleza ou castelo de origem árabe ou moura.
A alcáçova árabe tinha normalmente dois pátios, a níveis diferentes: o inferior muito grande, destinava-se a serviços menores e a acolher o povo com os seus gados, de onde lhe advinha o nome de albacar; o pátio superior albergava a mesquita para os serviços religiosos e o alcácer para os serviços administrativos e de chefia. O elemento artístico predominante era o arco em ferradura.
As alcáçovas foram adaptadas e serviram de modelo aos castelos medievais ibéricos cristãos, onde, normalmente habitava o alcaide ou governador.